# Martinet menut de Sturm
El martinet menut de Sturm (Botaurus sturmii; syn: Ixobrychus sturmii) és una espècie d'ocell de la família dels ardèids (Ardeidae) que habita en zones humides de l'Àfrica subsahariana.

## Taxonomia
El martinet menut de Sturm anteriorment estava classificat en el gènere Ixobrychus. Però un estudi filogenètic molecular de la família dels ardèids publicat el 2023 va trobar que Ixobrychus era parafilètic i per crear gèneres monofilètics, Ixobrychus es va fusionar amb el gènere Botaurus que havia estat introduït el 1819 pel naturalista anglès James Francis Stephens.

## Morfologia
- Amb una llargària de 27 - 30 cm, és un dels ardèids més petits.
- El seu plomatge per sobre és de color gris pissarra uniform. Per sota és a ratlles blanques i grises.
- Bec i potes de color groc.

## Hàbitat i distribució
Viu en rius i llacs, boscos de ribera, pantans i aiguamolls de gairebé tots els països de l'Àfrica subsahariana, faltant únicament de les zones molt àrides.

## Alimentació
S'alimenten principalment d'escarabats aquàtics i llagostes. Amb menys freqüència, mengen granotes petites, cargols, peixos i crustacis.

## Reproducció
Es reprodueix sobre arbres i arbusts. Fa un niu amb herba, a una alçada de 4 metres sobre el nivell de l'aigua. Pon 3 – 4 ous que cova durant uns quinze dies.